# Брукридж (Флорида)
Брукридж (англ. Brookridge) — переписна місцевість (CDP) в США, в окрузі Ернандо штату Флорида. Населення — 4658 осіб (2020).

## Географія
Брукридж розташований за координатами 28°32′53″ пн. ш. 82°29′24″ зх. д. / 28.54806° пн. ш. 82.49000° зх. д. (28.548069, -82.489958).  За даними Бюро перепису населення США в 2010 році переписна місцевість мала площу 6,48 км², з яких 6,48 км² — суходіл та 0,00 км² — водойми.

## Демографія
Згідно з переписом 2010 року, у переписній місцевості мешкало 4420 осіб у 2319 домогосподарствах у складі 1399 родин. Густота населення становила 682 особи/км².  Було 2841 помешкання (438/км²).
Расовий склад населення:
| - 95,0 % — білих - 1,7 % — чорних або афроамериканців - 0,8 % — азіатів - 0,2 % — корінних американців - 0,1 % — вихідців з тихоокеанських островів |

До двох чи більше рас належало 1,2 %. Частка іспаномовних становила 5,2 % від усіх жителів.
За віковим діапазоном населення розподілялося таким чином: 10,0 % — особи молодші 18 років, 37,6 % — особи у віці 18—64 років, 52,4 % — особи у віці 65 років та старші. Медіана віку мешканця становила 66,3 року. На 100 осіб жіночої статі у переписній місцевості припадало 80,6 чоловіків;  на 100 жінок у віці від 18 років та старших — 79,7 чоловіків також старших 18 років.
Середній дохід на одне домашнє господарство  становив 41 542 долари США (медіана — 35 696), а середній дохід на одну сім'ю — 52 833 долари (медіана — 45 901). Медіана доходів становила 45 464 долари для чоловіків та 37 514 долари для жінок. За межею бідності перебувало 6,9 % осіб, у тому числі 5,0 % дітей у віці до 18 років та 5,7 % осіб у віці 65 років та старших.
Цивільне працевлаштоване населення становило 1306 осіб. Основні галузі зайнятості: освіта, охорона здоров'я та соціальна допомога — 21,4 %, мистецтво, розваги та відпочинок — 15,7 %, роздрібна торгівля — 11,6 %, науковці, спеціалісти, менеджери — 10,7 %.